# Diócesis de Weetebula
La diócesis de Weetebula (en latín: Dioecesis Veetebulaën(sis) y en indonesio: Keuskupan Weetebula) es una circunscripción eclesiástica latina de la Iglesia católica en Indonesia, sufragánea de la arquidiócesis de Kupang. La diócesis tiene al obispo Edmund Woga, C.SS.R. como su ordinario desde el 4 de abril de 2009.

## Territorio y organización
La diócesis tiene 12 297 km² y extiende su jurisdicción sobre los fieles católicos de rito latino residentes en la isla de Sumba en la provincia de Islas menores de la Sonda orientales.
La sede de la diócesis se encuentra en la ciudad de Weetebula (también llamada Tambolaka), en donde se halla la Catedral del Espíritu Santo.
En 2020 en la diócesis existían 26 parroquias.

## Historia
La prefectura apostólica de Weetebula fue erigida el 20 de octubre de 1959 con la bula Cum Nobis del papa Juan XXIII, obteniendo el territorio del vicariato apostólico de Endeh (hoy arquidiócesis de Ende).
El 6 de febrero de 1969 la prefectura apostólica fue elevada a diócesis con la bula Qua sollicitudine del papa Pablo VI.
Originalmente sufragánea de la arquidiócesis de Ende, el 23 de octubre de 1989 pasó a formar parte de la nueva provincia eclesiástica de la arquidiócesis de Kupang.

## Estadísticas
De acuerdo al Anuario Pontificio 2021 la diócesis tenía a fines de 2020 un total de 208 285 fieles bautizados.
| Año                                                                             | Población            | Población | Población      | Sacerdotes | Sacerdotes    | Sacerdotes    | Bautizados por sacerdote | Diáconos permanentes | Religiosos | Religiosos | Parroquias |
| Año                                                                             | Bautizados católicos | Total     | % de católicos | Total      | Clero secular | Clero regular | Bautizados por sacerdote | Diáconos permanentes | Varones    | Mujeres    | Parroquias |
| ------------------------------------------------------------------------------- | -------------------- | --------- | -------------- | ---------- | ------------- | ------------- | ------------------------ | -------------------- | ---------- | ---------- | ---------- |
| 1970                                                                            | 20 433               | 760 000   | 2.7            | 20         | 1             | 19            | 1021                     |                      | 26         | 11         |            |
| 1980                                                                            | 32 456               | 860 000   | 3.8            | 23         | 1             | 22            | 1411                     |                      | 33         | 19         | 13         |
| 1990                                                                            | 64 412               | 1 330 000 | 4.8            | 28         | 3             | 25            | 2300                     |                      | 50         | 33         | 13         |
| 1999                                                                            | 96 518               | 498 000   | 19.4           | 51         | 8             | 43            | 1892                     |                      | 55         | 60         | 14         |
| 2000                                                                            | 102 214              | 506 000   | 20.2           | 67         | 12            | 55            | 1525                     |                      | 65         | 78         | 17         |
| 2001                                                                            | 107 063              | 562 207   | 19.0           | 56         | 15            | 41            | 1911                     |                      | 52         | 76         | 17         |
| 2003                                                                            | 117 816              | 547 435   | 21.5           | 59         | 16            | 43            | 1996                     |                      | 60         | 72         | 18         |
| 2004                                                                            | 121 042              | 583 095   | 20.8           | 66         | 17            | 49            | 1833                     |                      | 64         | 63         | 19         |
| 2010                                                                            | 149 675              | 644 000   | 23.2           | 88         | 36            | 52            | 1700                     |                      | 67         | 81         | 24         |
| 2014                                                                            | 174 708              | 837 349   | 20.9           | 99         | 40            | 59            | 1764                     |                      | 124        | 68         | 25         |
| 2017                                                                            | 193 592              | 856 230   | 22.6           | 101        | 46            | 55            | 1916                     |                      | 120        | 87         | 25         |
| 2020                                                                            | 208 285              | 884 500   | 23.5           | 114        | 56            | 58            | 1827                     |                      | 120        | 87         | 26         |
| Fuente: Catholic-Hierarchy, que a su vez toma los datos del Anuario Pontificio. |                      |           |                |            |               |               |                          |                      |            |            |            |

## Episcopologio
- Gerard J. Legeland, C.SS.R. † (15 de marzo de 1960-1969 renunció)
  - Sede vacante (1969-1985)
- Girulfus Kherubim Pareira, S.V.D. (21 de diciembre de 1985-19 de enero de 2008 nombrado obispo de Maumere)
- Edmund Woga, C.SS.R., desde el 4 de abril de 2009